# Owen Hart
Owen Hart, född 7 maj 1965 i Calgary, död 23 maj 1999 i Kansas City, Missouri, var en kanadensisk wrestlare, son till Stu Hart och yngre bror till den flerfaldige världsmästaren Bret Hart. Owen Hart dog i ringen under direktsändning efter att ha fallit över 20 meter.
Före dödsolyckan hade Owen Hart en framgångsrik wrestlingkarriär där han vid sin wrestlingdebut 1987 blev utsedd till årets nykomling och väl i WWE kunde han mellan 1994 och dödsåret 1999 titulera sig tag team-världsmästare vid fyra tillfällen. Han hör fortfarande till de tio wrestlers som varit tag team-världsmästare under längst tid sammanlagt.